# شاپور یاسمی
شاپور رشید یاسمی (زاده ۱۲ خرداد ۱۳۰۱ – درگذشته ۱ دی ۱۳۸۹) کارگردان، فیلم‌نامه‌نویس و تهیه‌کننده اهل ایران بود.
وی فرزند غلامرضا رشید یاسمی (نویسنده)، و برادرِ سیامک یاسمی و هوشنگ رشید یاسمی و همسر دلکش (خواننده) بود.

## کارگردان
- پسر دریا (۱۳۳۸)
- دوقلوها (۱۳۳۸)
- قزل ارسلان (۱۳۳۶)
- اتهام (۱۳۳۵)
- امیرارسلان نامدار (۱۳۳۴)

## نویسنده
- پسر دریا (۱۳۳۸)
- قزل ارسلان (۱۳۳۶)
- امیرارسلان نامدار (۱۳۳۴)

## تهیه‌کننده
- آغامحمد خان قاجار (۱۳۳۳)
- شاهین طوس (۱۳۳۳)
- دزد عشق (۱۳۳۱)
- مادر (۱۳۳۱)